# Errol Kerr

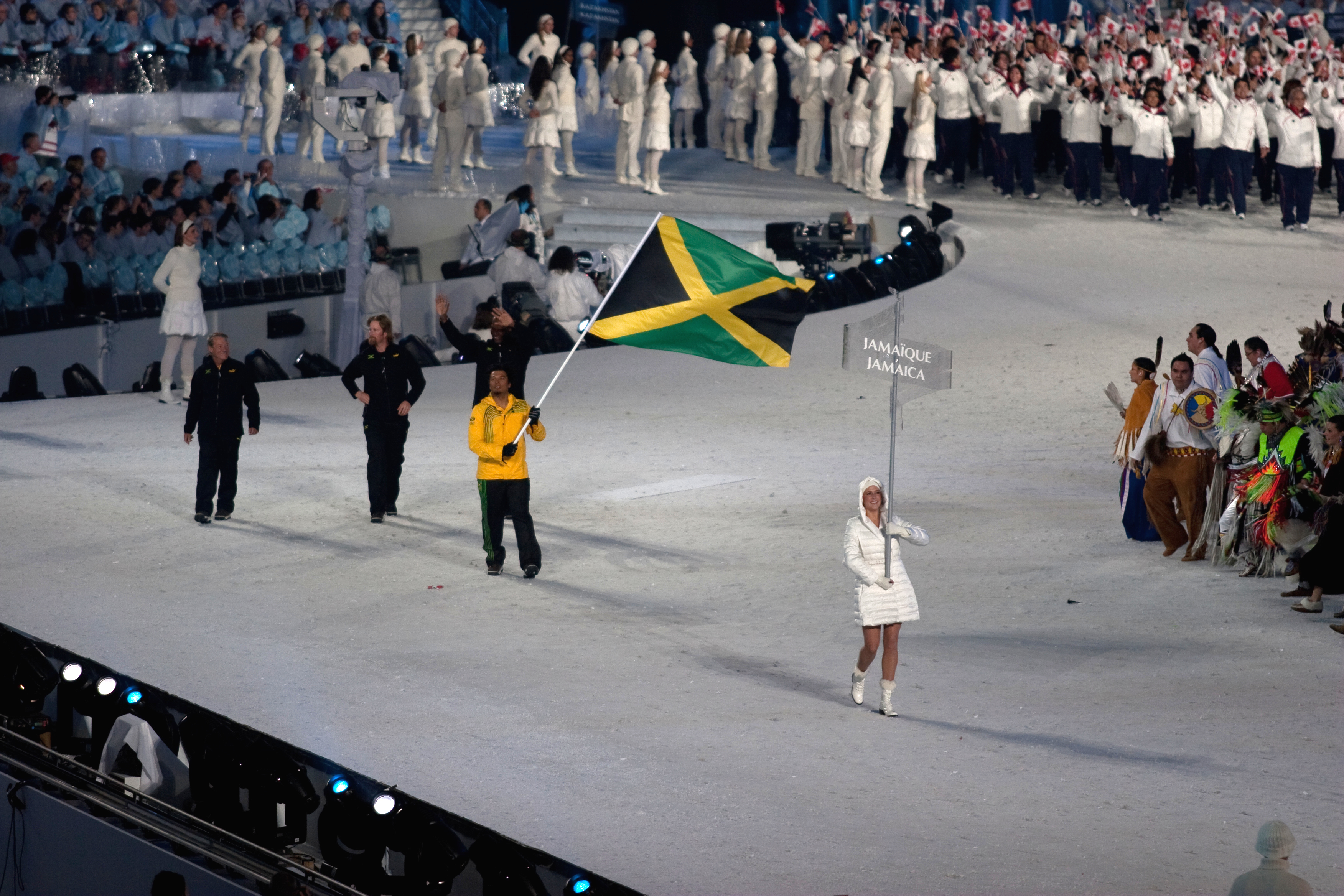
Errol Kerr under öppningsceremonin för de olympiska vinterspelen 2010.

Errol Kerr, född 12 april 1986 i Truckee i USA, är en jamaicansk före detta amerikansk skicross-åkare som tävlade i olympiska vinterspelen 2010, i kvalen var han 9:a och han slutade även på 9:e plats av 33 åkare.